# 미셸 크로펜
미셸 크로펜(독일어: Michelle Kroppen, 1996년 4월 19일~)은 독일의 양궁 선수이다. 2020년 하계 올림픽 여자 단체전에서 동메달을 획득했으며 2024년 하계 올림픽 혼성 단체전에서 은메달을 획득했다. 또한 세계 선수권 대회에서 금메달 1개, 은메달 1개를 획득했다.